# Nesodillo canalensis
Nesodillo canalensis là một loài chân đều trong họ Armadillidae. Loài này được Verhoeff miêu tả khoa học năm 1926.